# Stema Olteniei

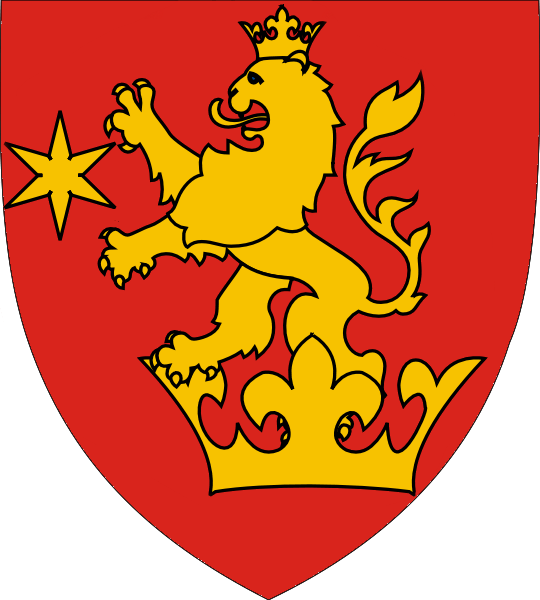
Stema Olteniei

Stema Olteniei şi Banatului după 1918

În armorialul Wijnbergen, alcătuit la sfârșitul secolului al XIII-lea, apare o stemă a regelui Valahiei (Roy de Bláq[u]ie). Aceasta era reprezentată printr-un scut care cuprinde 5 brâuri, alternând aur și roșu (nr. 1307). Aceasta a fost atribuită de către istorici (Jean N. Mănescu, Ștefan Ciobanu ș.a.) familiei voievodale a lui Litovoi. Maria Dogaru considera că stema a fost adoptată de către Litovoi în perioada anilor 1275 - 1276. O reprezentare asemănătoare se regăsește și în armorialul lui Ulric von Richental (1420 - 1430). Pe un scut de argint un leu încoronat este însoțit de o stea cu șase raze, în partea superioară, și de o semilună în cea inferioară.
Emblema medievală a Olteniei era leul cu o spadă, dar pe fond albastru și întors spre est, probabil direcția de unde veneau păgânii.
În 1872 pe emblema României a fost introdus separat, în afara vulturului Munteniei și bourului Moldovei și simbolul Olteniei.  Acest semn heraldic constă dintr-un scut roșu, încărcat cu un leu încoronat care iese dintr-o coroană antică ținând între labe o stea cu șase raze, totul de aur.  Leul a fost preluat din sigiliul mic al domnitorului Mircea cel Bătrân. Coroana aflată la bază reprezintă însemnul marelui ban.
Din 1921, stema a căpătat forma de azi, în planul al treilea al imaginii, pe fond roșu, se găsește un leu care iese dintr-un pod (podul de la Drobeta).  Atât podul cât și leul sunt, de asemenea, aurii. Podul de la Drobeta din varianta actuală evocă cucerirea romană, latinitatea, iar leul nu mai are coroana regalității.